# Nous irons à Paris (film, 1939)
Pour les articles homonymes, voir Nous irons à Paris.
Pour plus de détails, voir Fiche technique et Distribution.
Nous irons à Paris (titre original : Good Girls Go to Paris) est un film américain réalisé par Alexander Hall et sorti en 1939.

## Synopsis
Jenny Swanson est une serveuse dans une petite ville universitaire dont le rêve est de se rendre à Paris par tous les moyens. Elle confie son projet à Ronald Ronnie Brooke, un professeur d'anglais. Brooke tente de la dissuader en lui disant que les bonnes filles vont aussi à Paris. Sa première tentative se termine mal. Elle attire le riche Ted Dayton Jr, le père du professeur qui refuse de la payer, insistant pour qu'elle confirme qu'elle a une demande en mariage écrite. Comme elle ne la produit pas, le père la menace de la police, à moins qu'elle n'accepte de quitter la ville et de ne jamais revenir. Elle dit à Brooke qu'elle avait la lettre dans son sac à main, mais qu'au dernier moment, elle n'a pas pu se résoudre à la sortir. Brooke lui conseille de rentrer chez elle, puis lui révèle qu'il va se marier à New York et retourner en Angleterre. Jenny commence à acheter un billet pour rentrer chez elle, mais décide ensuite d'aller à New York à la place.
À la gare, elle croise Brooke et le frère de sa fiancée, Tom Brand. Elle et Tom font connaissance dans le train. Il l'aime beaucoup, même après qu'elle lui ait raconté sa tentative de chantage. À New York, il l'emmène dans plusieurs boîtes de nuit. Dans l'une d'elles, elle rencontre Caroline, la mère de Tom, qui sort avec son petit ami Paul Kingston. Dans une autre, elle aperçoit Sylvia Brand, la fiancée de Brooke, qui danse avec Dennis Jeffers, un étudiant en médecine qu'elle connaît depuis son enfance. Jenny écoute aux portes et apprend que Sylvia est amoureuse de Dennis, mais qu'elle craint d'être déshéritée par son richissime grand-père Olaf s'ils se marient, Dennis est le fils du majordome de la famille. Elle découvre également que Tom doit 5 000 dollars de dettes de jeu à M. Schultz.
Après avoir ramené chez lui, très tard dans la nuit, un Tom ivre, Jenny rencontre Caroline qui se faufile chez lui. Elles réveillent Olaf, irritable et souffrant, et Caroline la présente comme l'amie de Sylvia au collège. Jenny lui prescrit des remèdes traditionnels suédois, qui rendent bientôt Olaf beaucoup plus agréable. Lorsque Brooke se présente le lendemain matin, il est stupéfait de découvrir qu'elle est une invitée de la maison... et l'une des demoiselles d'honneur de Sylvia. Elle devient rapidement une grande favorite d'Olaf. Il serait très heureux que Tom l'épouse.
Les crises abondent. D'abord, Schultz vient chercher son argent. Jenny l'empêche de voir Olaf, qui ne sait rien de la dette de Tom, et lui promet de le payer demain. Ensuite, Dennis blesse un homme en conduisant ; Sylvia est passagère et se fait appeler Jenny Swanson pour éviter le scandale. Elle demande à Jenny de jouer le jeu, alors Jenny exige 5 000 $ pour le faire. Cela permet de régler les reconnaissances de dette de Tom. Lorsqu'elle apprend que Paul et Caroline prévoient de s'enfuir, Jenny s'arrange pour que Caroline apprenne la vérité : que Paul n'en veut qu'à sa fortune. Ensuite, Olaf annonce les fiançailles de Tom et Jenny lors de sa fête. Enfin, un avocat représentant l'homme blessé fait irruption pour parler à Olaf, suivi un peu plus tard par les Dayton, qui ont leur propre querelle avec Olaf. Olaf rassemble sa famille pour comprendre ce qui se passe. Finalement, tout s'arrange : Sylvia a Dennis, et Brooke a Jenny.

## Fiche technique
- Titre original : Good Girls Go to Paris
- Réalisation : Alexander Hall
- Scénario : Ken Englund et Gladys Lehman d'après Miss Aesop Butters Her Bread de Lenore et William J. Cowen
- Producteur : William Perlberg
- Image : Henry Freulich
- Musique : Morris W. Stoloff
- Montage : Al Clark
- Durée : 75 minutes
- Date de sortie : 15 novembre 1939

## Distribution
- Melvyn Douglas : Ronald Brooke
- Joan Blondell : Jenny Swanson
- Walter Connolly : Olaf Brand
- Alan Curtis : Tom Brand
- Joan Perry : Sylvia Brand
- Isabel Jeans : Caroline Brand
- Stanley Brown : Ted Dayton Jr.
- Alexander D'Arcy : Paul Kingston
- Henry Hunter : Dennis Jeffers
- Clarence Kolb : Ted Dayton Sr.
- Howard C. Hickman : Jeffers, le majordome des Brand

Acteurs non crédités :
- Jean Acker : petit rôle non spécifié
- Sam McDaniel : Sam, un porteur du train